# Vigesimala talsystemet
Vigesimala talsystemet (lat. vicesimus 'den tjugonde') är ett talsystem med basen 20. Även om man i västvärlden i dag främst använder det decimala talsystemet (med bas 10), så finns det ändå i flera europeiska språk – allra främst baskiska, franska, danska och keltiska språk – spår av ett tidigare vigesimalt talsystem. Även ainu, inuiterna och flera folk i det förcolumbianska mesoamerika  använde det vigesimala systemet.
Ibland lägger man till halva basen, dvs 10 och ibland drar man ifrån halva basen:
- I danskan räknar man i viss mån med tjugo som bas för tal mellan 50 och 99. Exempelvis är det danska ordet tres detsamma som 3 x 20 det vill säga 60 och halvtreds betyder 3 x 20 - ½ x 20 = 50. Halvfems betyder 5 x 20 - ½ x 20 = 90.
- I franska används det för tal mellan 70 och 99 (inte i Schweiz och Belgien). 90 heter quatre-vingt-dix (fyra tjugo tio) och 73 heter soixante-treize (ordagrant sextio-tretton).
- I baskiskan används 20 (hogei) som bas för talen upp till 100 (ehun). Orden för 40 (berrogei), 60 (hirurogei) och 80 (laurogei) betyder led för led 'två-tjugo', 'tre-tjugo' resp. 'fyra-tjugo'. Därefter fogas talorden för 1-19, så att exempelvis talet 30 heter hogeita hamar, ordagrant "tjugo-och-tio". Ett annat exempel är 75, som heter hirurogeita hamabost, ordagrant "tre-tjugo-och-femton" eller "tre-tjugo-och-tio-fem".

I Kongo och Schweiz säger man på decimalt sätt septante, "sju-tio" för 70, huitante, "åtta-tio" för 80, och  nonante, "nio- tio" för 90. På vissa håll i Schweiz förekommer även octante, dvs "åtta-tio" för 80. I Belgien säger man septante och nonante men använder quatre-vingt för 80.